# It Won't Be Long
"It Won't Be Long" é a canção que abre o segundo álbum, With the Beatles, lançado pelo grupo de rock The Beatles.  Embora creditada a Lennon/McCartney, ela é uma composição típica de John Lennon, com Paul McCartney colaborando nos arranjos. O coro é uma brincadeira entre a palavras "be long" e "belong". A canção apresenta uma marca registrada dos Beatles como o jogo de perguntas e respostas, a presença do yeah yeah yeah e o riff de guitarra. Nesta fase de composição dos Beatles também era típico a canção terminar melodramaticamente como também em "She Loves You" por exemplo, permitindo a John Lennon uma breve improvisação solo vocal antes da canção acabar em acorde "sétima maior" ("She Loves You" acabou em sexta maior).

## Lançamento
- Reino Unido: LP With the Beatles - 22 de novembro de 1963
- Estados Unidos: LP Meet the Beatles! - 20 de janeiro de 1964
- Brasil: LP Beatlemania - Março de 1964

## Créditos
- John Lennon - vocal principal, guitarra acústica
- Paul McCartney - harmonização vocal, baixo
- George Harrison - harmonização vocal, guitarra solo
- Ringo Starr - bateria

## Covers da canção
- O grupo Franz Ferdinand tocou-a ao vivo
- Evan Rachel Wood cantou-a no filme Across the Universe.